# Roger Carré
Roger Carré est un footballeur français né le 14 janvier 1921 à Roubaix (Nord) et mort le 2 novembre 1996 à Croix (Nord). 
Il a été milieu de terrain à Roubaix, au Lille OSC et au Racing Club de Lens. Il mesurait 1,78 m.

## Palmarès
- Champion de France en 1946 (avec le Lille OSC)
- Vice-champion de France en 1948, 1949 et 1950 (avec le Lille OSC)
- Vainqueur de la Coupe de France en 1946, 1947 et 1948 (avec le Lille OSC)
- Finaliste de la Coupe de France en 1945 et 1949 (avec le Lille OSC)
- International A en 1947 et 1949 (2 sélections)